# ديك غاريت
ديك غاريت (بالإنجليزية: Dick Garrett)‏ مواليد 31 يناير 1947 في سينتراليا، هو لاعب كرة سلة أمريكي معتزل. بدأ مسيرته الاحترافية في سنة 1969. تم اختياره من قبل فريق لوس أنجلوس ليكرز خلال الدرافت. يبلغ طوله 6 قدم 3 بوصة (1.9 م). اعتزل اللعب في 1974. أحرز خلال مسيرته في الإن بي إيه 3475 نقطة بمعدل 10.3 نقاط في المباراة الواحدة.

## المسيرة الاحترافية
لعب مع لوس أنجلوس ليكرز في موسم 1969–1970، ثم لعب مع بوفالو بريفز من سنة 1970 إلى 1973، ثم لعب مع نيويورك نيكس في سنة 1973، ثم لعب مع ميلووكي باكز في موسم 1973–1974.

## روابط خارجية
- ديك غاريت على موقع إن بي أي (الإنجليزية)
- ديك غاريت على موقع سبورتس رفرنس (الإنجليزية)
- ديك غاريت على موقع كلية كرة السلة في سبورتس رفرنس.كوم (الإنجليزية)
- ديك غاريت على موقع ريلجم (الإنجليزية)
- ديك غاريت على موقع بروبوليرز (الإنجليزية)